# Gerd Strohmeier
Gerd Andreas Strohmeier (* 22. April 1975 in Simbach am Inn) ist ein deutscher Politikwissenschaftler und Politikberater. Seit dem 1. Oktober 2016 ist er  Rektor der Technischen Universität Chemnitz. Er ist u. a. Sachverständiger für den Deutschen Bundestag.

## Leben
Strohmeier absolvierte von 1991 bis 1994 eine Ausbildung zum Industriekaufmann und 1994 ein Redaktionsvolontariat beim Hörfunk. Von 1996 bis 1999 studierte er Politikwissenschaft, Psychologie und Soziologie an der Universität Passau (M.A.). Strohmeier war Stipendiat der Hanns-Seidel-Stiftung (Schwerpunkt: Journalistische Nachwuchsförderung). Er wurde wissenschaftlicher Mitarbeiter am Lehrstuhl für Politikwissenschaft  (Professur Winand Gellner) und 2001 zum Dr. phil. promoviert. 2004 folgte die Habilitation und die Verleihung der venia legendi für das Fach Politikwissenschaft. 2003 und 2014 war er Visiting Scholar/Professor/Fellow u. a. am Wolfson College der University of Cambridge (England) und 2003 und 2013 u. a. am Van Mildert College der University of Durham (England) sowie 2004 an der Universität Wrocław (Polen). Von 2004 bis 2008 war er als Privatdozent an der Universität Passau tätig. 2008 vertrat er die Professur für Europäische Regierungssysteme im Vergleich an der TU Chemnitz, 2009 wurde er Lehrstuhlinhaber.
Von 2001 bis 2007 war Strohmeier gemeinsam mit Winand Gellner Herausgeber des Jahrbuchs Politik im Netz. Gemeinsam mit Roland Sturm und Eckhard Jesse betreute er von 2008 bis 2011 das Chemnitzer Promotionskolleg „Politik- und Parteienentwicklung in Europa“ sowie zusammen mit Ludwig Hilmer von 2011 bis 2014 das Promotionskolleg  „Medienpolitik im internationalen Vergleich“. Er war überdies Lehrbeauftragter an der Paris Lodron Universität Salzburg und der Universität der Bundeswehr München. Seit 2011 nimmt er auch Tätigkeiten als Sachverständiger (u. a. Ausschüsse des Bundestages und des Sächsischen Landtages) wahr und fungierte als Berater u. a. im myanmarischen Parlament und österreichischen Nationalrat.
Seine Forschungsschwerpunkte sind Regierungs- und Wahlsysteme, Medien und Politische Kommunikation, Verteidigungspolitik und Innere Sicherheit; er war an mehreren Forschungsprojekten, Beratungsprojekten bzw. Forschungsaufträgen von staatlichen Stellen, Stiftungen und Verbänden beteiligt.
Am 14. Juni 2016 wurde Strohmeier vom Erweiterten Senat der TU Chemnitz zum Nachfolger Arnold van Zyls als Rektor gewählt. Er setzte sich gegen den Prorektor und kommissarischen Amtsinhaber Andreas Schubert durch. Er hat sein Amt am 1. Oktober 2016 angetreten.

## Auszeichnungen
- 2004: Friedwart Bruckhaus-Förderpreis der Hanns Martin Schleyer-Stiftung

## Schriften (Auswahl)
- mit Winand Gellner: Identität und Fremdheit: Eine amerikanische Leitkultur für Europa? Nomos, Baden-Baden 2001, ISBN 978-3789076169.
- Die europäische Integration in der Schieflage. Das Desintegrationspotential der Europäischen Union. UniBw München, Neubiberg 2001, ISSN 1433-3953.
- mit Winand Gellner: Freiheit und Gemeinwohl. Politikfelder und Politikvermittlung zu Beginn des 21. Jahrhunderts. Nomos, Baden-Baden 2002, ISBN 978-3789081170.
- Moderne Wahlkämpfe – wie sie geplant, geführt und gewonnen werden. Nomos, Baden-Baden 2002, ISBN 3-7890-8061-6.
- mit Winand Gellner: Repräsentation und Präsentation in der Mediengesellschaft. Nomos, Baden-Baden 2003, ISBN 978-3832902667.
- Politik und Massenmedien. Eine Einführung (= Studienkurs Politikwissenschaft). Nomos, Baden-Baden 2004, ISBN 3-8329-0965-6.
- mit Winand Gellner: Politische Strukturen und Prozesse im Wandel. Nomos, Baden-Baden 2005, ISBN 978-3832912154.
- mit Florian Hartleb, Christian Raps: Mensch und Politik – Ausgabe für Bayern: Schülerband 10. Schroedel, Braunschweig 2008, ISBN 978-3507108707.
- Vetospieler – Garanten des Gemeinwohls und Ursachen des Reformstaus. Eine theoretische und empirische Analyse mit Fallstudien zu Deutschland und Großbritannien. Nomos, Baden-Baden 2005, ISBN 978-3-8329-1659-6.
- (Hrsg.): Wahlsystemreform (= Zeitschrift für Politikwissenschaft. Sonderband 2009). Nomos, Baden-Baden 2009, ISBN 978-3-8329-5049-1.
- mit Eckhard Jesse, Roland Sturm (Hrsg.): Europas Politik vor neuen Herausforderungen. Budrich, Opladen 2011, ISBN 978-3-86649-382-7.
- mit Florian Hartleb, Christian Raps: Mensch und Politik SI – Ausgabe 2014 für Bayern: Schülerband 10. Schroedel, Braunschweig 2014, ISBN 978-3507115804.